# Розенберг, Пол
Пол Розенберг (англ. Paul Rosenberg) ,так же известен как Пол Банян (англ. Paul Bunyan), родился 1 августа 1971 года) — американский музыкальный менеджер, известный своими связями с хип-хоп-артистами, такими как Эминем, Three 6 Mafia, Knux, и поп-панк группой Blink-182. Розенберг вместе с Эминемом также являются соучредителями хип-хоп лейбла Shady Records, основанного в 1999 году. Розенберг впервые стал работать с Эминемом в 1997 году во время записи Slim Shady EP, и с тех пор записывался в скитах данного исполнителя (под именем «Пол» (англ. Paul) , за исключением The Eminem Show, где его называли «Пол Розенберг») на каждом альбоме, начиная с The Slim Shady LP, за исключением Recovery, что связано с характером конкретной записи. В скитах Пол консультировал Эминема по поводу песен, чаще чтобы Эминем «смягчил» песни или полностью выбросил альбом. Розенберг в соавторстве с Эминемом написал все скиты на альбоме Relapse. Однако седьмой студийный альбом Эминема Recovery вообще не содержал скитов.
Пол Розенберг также связан со Стивом Аоки (англ. Steve Aoki), диджей и продюсер, Dim Mak Records - Мартин Болгарский.
Пол также сопродюсер хип-хоп-радиостанции Эминема Shade 45, на канале 45 спутникового радио Sirius и на канале 66 на радио XM.

## Скиты на альбомах Эминема
The Slim Shady LP — Пол звонит Эминему, советуя ему умерить пыл в своих песнях.
The Marshall Mathers LP — очевидно, встревоженный Пол звонит Эминему, чтобы сказать ему, что Dr. Dre дал ему копию альбома. После непродолжительного раздумья он просто отвечает «К чёрту все» и вешает трубку.
The Eminem Show — Пол звонит Эминему сказать, что Джоэл (англ. Joel), владелец 54 Sound Studios, где Эминем записывается, сообщил ему, что Эминем выстреливал из пистолета в студии. Затем Розенберг умоляет его оставить оружие дома.
Encore — Пол звонит Эминему и сообщает, что Майкл Джексон очень расстроен увиденным в клипе Just Lose It и что они должны обсудить то, как они собираются справиться с этой ситуацией. Прежде чем повесить трубку, он также интересуется слухами о покупке Эминемом нового пистолета. Затем, впервые, он получает обратный звонок от Эминема. Изменённым голосом Эминем говорит резкие слова, в то время как справляется в туалете, в процессе включая несколько хитов Джексона. Он также говорит, что у него нет новой пушки (в то время как слышатся звуки падающих пуль и Эминем кричит: «Чёрт побери!»), что впоследствии оказывается ложью, когда Эминем совершает имитацию самоубийства в конце альбома.
Relapse — Пол звонит Эминему, с отвращением говоря с ним из-за его пародии на Кристофера Рива в песне Medicine Ball, напомнив ему, что Рив умер. После, призывая его к ответу по спорным моментам в песне Insane, Пол говорит Эминему, что у него на этом все, и вешает трубку.
Kamikaze — Пол звонит Эминему и выражает неуверенность в самой концепции альбома, впоследствии вбрасывая абсурдное предположение о том, что впоследствии Маршаллу придётся выпустить «Kamikaze 2», альбом, в котором он «будет отвечать всем, кому не понравился альбом, в котором он отвечает всем, кому не понравился предыдущий альбом». Во второй раз за всё время, Эминем перезванивает Полу, отвечая, что не планирует отвечать автору каждого негативного отзыва, но в это же время он направляется к дому человека, который нелестно прокомментировал рифмы его альбома Revival, посчитав их слишком простыми, сконцентрировавшись на рифмовке в конце строчек, но не заметив того, что зарифмовано было каждое слово в строке. Завершение скита предполагает дальнейшую физическую расправу над автором комментария.

## Внешние ссылки
- Официальный блог Пола Розенберга
- Розенберг, Пол в X